# Томаш Дикас
Томаш Ди́кас (пол. Dykas Tomasz; 25 вересня 1850, Ґумниська, нині в складі Тарнова — 19 квітня 1910, Львів) — польський скульптор.

## Життєпис

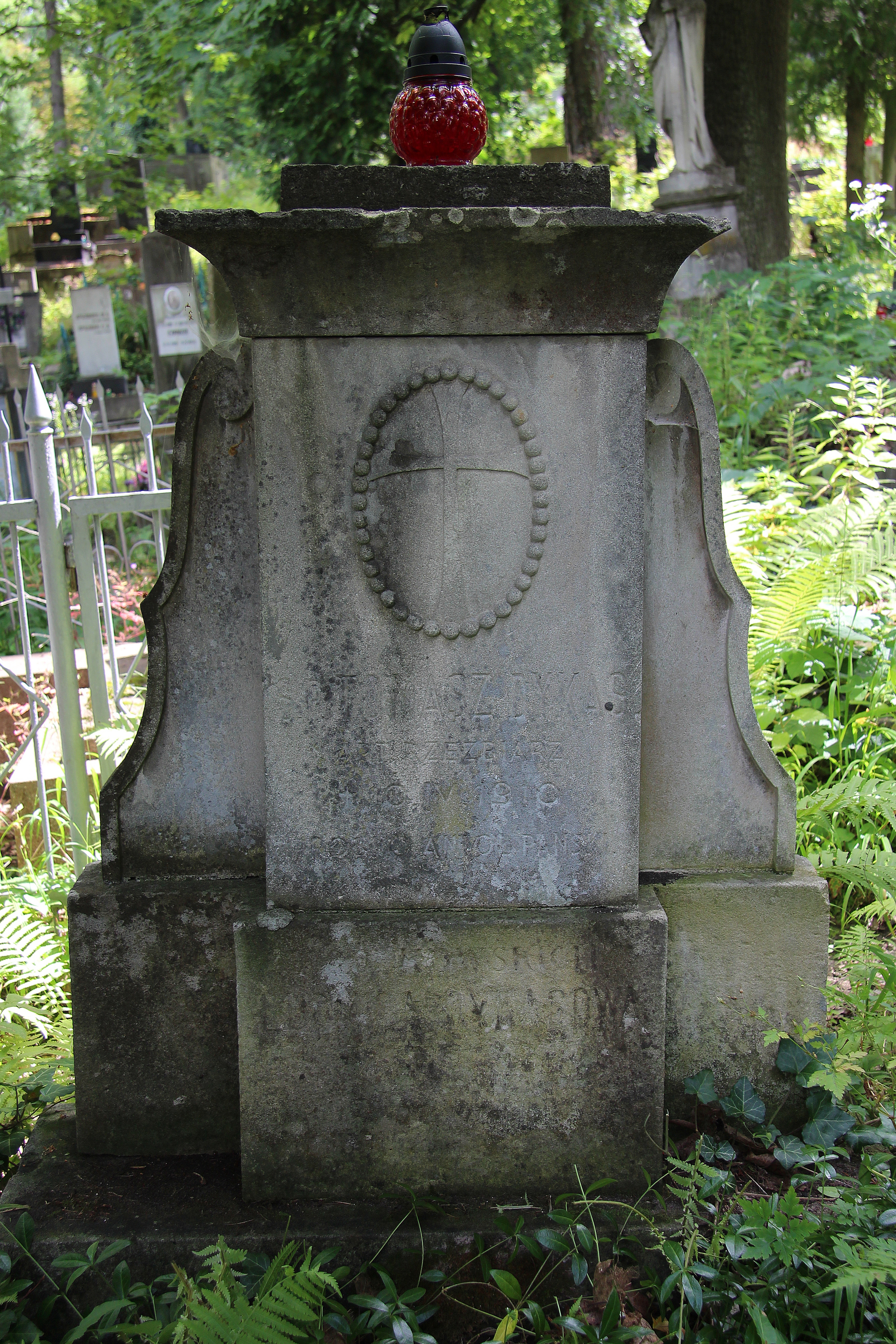

Народився 25 вересня 1850 року в с. Гумниська (Королівство Галичини і Володимирії, Австрійська імперія, нині Дембицького повіту Підкарпатського воєводства, Польща) у бідній селянській родині.
У 1872—1878 роках навчався у Краківській школі мистецтв (викладачі Валерій Ґадомський, Марцелій Гуйський), Віденській Академії образотворчих мистецтв (1878—1883). Його талант розгледів князь Владислав Геронім Сангушко, який сприяв його освіті та вдосконаленню митця. Від 1885 року мешкав в основному у Львові. Помер 19 квітня 1910 року у Львові. Похований на 16 полі Личаківського цвинтаря.

### Роботи
Автор станкових (жанрові твори, портрети) і монументально-декоративних робіт у стилі необароко та неоренесанс, зокрема:
- фігура Матері Божої на подвір'ї Вірменського собору, Львів[4]
- скульптура Ісуса Христа, яка символізує хресну дорогу, там же, 1889, встановлена на честь вірмено-католицького архиєпископа Самуеля Стефановича
- пам'ятники Адамові Міцкевичу в Тернополі[5][6][7] (відкритий 20 жовтня 1895; зруйнований у листопаді 1918,[8][9] 1895), Золочеві (1899, нині Львівської області), Перемишлі (1891, знищений 1940)
- погруддя бургомістра Тернополя Володимира Мандля («Новий го́род» в Тернополі, липень 1897[10])
- надгробки у Львові: Т. Жулинському в каплиці костелу домініканців (1885), на Личаківському цвинтарі[1]
- скульптури в домініканському і катедральному костелах Львова.

Станіслав Ніцея приписує йому скульптуру з надгробку Й. Войнара (пом. 1897) на Личаківському цвинтарі, однак П. Боднар спростовує цю атрибуцію.